# Nephrolepis
Nephrolepis Schott è un genere di piante dell'ordine Polypodiales, unico genere della famiglia Nephrolepidaceae Pic.Serm..

## Descrizione
Le specie del genere Nephrolepis, sono felci principalmente diffuse nelle regioni tropicali. Le piante sono di medie dimensioni, terrestri o striscianti su rocce o piccoli alberi. I rizomi sono corti, eretti o rampicanti, ricoperti di squame marroni. Le fronde sono pennate e presentano sori orbicolari sul dorso delle foglie. L'indusio è orbicolare-reniforme. Le spore sono di forma ellissoidale.

## Tassonomia
Il genere comprende le seguenti specie:
- Nephrolepis abrupta (Bory) Mett.
- Nephrolepis acutifolia (Desv.) Christ
- Nephrolepis arida D.L.Jones
- Nephrolepis biserrata (Sw.) Schott
- Nephrolepis brownii (Desv.) Hovenkamp & Miyam.
- Nephrolepis cocosensis A.Rojas
- Nephrolepis cordifolia (L.) C.Presl
- Nephrolepis davalliae Alderw.
- Nephrolepis davallioides (Sw.) Kunze
- Nephrolepis dicksonioides Christ
- Nephrolepis equilatera A.Rojas
- Nephrolepis exaltata (L.) Schott
- Nephrolepis falcata (Cav.) C.Chr.
- Nephrolepis falciformis J.Sm.
- Nephrolepis flexuosa Colenso
- Nephrolepis grayumiana A.Rojas
- Nephrolepis hirsutula (G.Forst.) C.Presl
- Nephrolepis kuroiwae Makino
- Nephrolepis lauterbachii (Christ) Christ
- Nephrolepis obliterata (R.Br.) J.Sm.
- Nephrolepis obtusiloba A.Rojas
- Nephrolepis paludosa (Raddi) Sehnem
- Nephrolepis pectinata (Willd.) Schott
- Nephrolepis pendula J.Sm.
- Nephrolepis pickelii Rosenst. ex A.Samp.
- Nephrolepis radicans (Burm.f.) Kuhn
- Nephrolepis rivularis (Vahl) Mett.
- Nephrolepis undulata (Afzel. ex Sw.) J.Sm.